# Франсиско Диего Лопес де Суньига и Сотомайор-и-Мендоса
Франсиско Диего Лопес де Суньига Сотомайор-и-Мендоса (1550, Бехар — 8 мая 1601, Мадрид) — испанский дворянин из дома Суньига, 5-й герцог Бехар и 5-й герцог Пласенсия, гранд Испании, 6-й маркиз де Хибралеон, 7-й граф де Белалькасар, 6-й граф де Баньярес, 7-й виконт Пуэбла-де-Алькосер, главный наследственный главный судебный пристав и судья Кастилии, первый рыцарь Королевства.

## Биография
Родился в 1550 году в Бехаре. Единственный сын Франсиско де Суньига-и-Сотомайора (1523—1591), 4-го герцога Бехара и Пласенсии, 5-го маркиза Хибралеон, 6-го графа Белалькасара и Баньяреса, 6-го виконта Пуэбла-де-Алькосер, (1565—1591), и его жены Гиомар де Мендоса-и-Арагон, дочери Иньиго Лопеса де Мендосы, 4-го герцога дель Инфантадо, и его жены Изабель де Арагон.
В 1567 году герцог Франсиско женился на своей двоюродной сестре Марии Андреа Коронель де Гусман-и-Суньига, дочери его тети Леонор де Суньига-и-Сотомайор (сестра его отца) и её мужа Хуана Клароса де Гусмана-и-Арагон (1519—1556), 9-го графа де Ньебла. Он получил на свой брак 8 августа 1566 года церковное разрешение из-за близкого родства. Брачные соглашения были предоставлены Леонор де Суньига-и-Сотомайор, 9-й графиней Ниэбла, и Франсиско де Суньига-и-Сотомайор, 4-м герцогом Бехар, актом от 2 апреля 1567 года и актами о приданом и депозите от 9 и 15 мая, 1567 года. Королевским постановлением от 31 декабря 1566 года Фелипе II предоставляет ему лицензию, чтобы он мог использовать активы своего имения, чтобы ссудить залог своей будущей жене. У супругов было семеро детей, из которых наиболее известны:
- Франсиско Лопес де Суньига Сотомайор и Гусман, граф де Белалькасар. Старший сын, отказался от своего наследство, титулов и имений и принял монашество в 1601 году.
- Алонсо Диего Лопес де Суньига Сотомайор и Гусман (1578—1619), 6-й герцог Бехар и Пласенсия (1601—1619).
- Леонор Лопес де Суньига Сотомайор и Гусман, муж — Франсиско Антонио де Суньига Гусман Сотомайор и Суньига, 5-й маркиз де Аямонте
- Брианда Лопес де Суньига Сотомайор и Гусман, муж — двоюродный брат Антонио де Суньига Гусман Сотомайор и Суньига

Его жена, герцогиня Мария Андреа, составила завещание в Хибралеоне, Уэльва, 19 ноября, приписку к нему 21 ноября 1589 года и умерла через несколько дней, в ноябре 1589 года.
Герцог Франсиско Диего основал в 1592 году в Бехаре, провинция Саламанка, красильную фабрику для окрашивания тканей, используя воды реки Куэрпо-де-Омбре, которые обладают превосходными свойствами для производства красителей. По акту от 3 марта 1595 года он купил мельницу на реке Куэрпо-де-Омбре для своей красильной фабрики.
Франсиско Диего, будучи маркизом 6-м маркизом Хибралеон, и его жена Мария Андреа основали под их покровительством дарственными актами, конституцией и уставом от 27 мая 1588 года монастырь Мадре-де-Диос-дель-Вадо ордена Санто-Доминго в Хибралеоне, провинция Уэльва. Когда его отец Франсиско де Суньига-и-Сотомайор, 4-й герцог Бехар, скончался в сентябре 1591 года, он унаследовал свои титулы и имущество.
Герцог Франсиско Диего предоставил свое завещание в Мадриде 3 мая и кодицил 6 мая 1601 года. Его сын Алонсо Диего, 6-й герцог Бехар, приказал вскрыть завещание и опись имущества 9 мая 1601 года. Герцог Франсиско Диего в своем завещании жертвует монастырю Богоматери Кармен-де-Хибралеон, провинция Уэльва, сад в Вальдебрике, Хибралеон. Также он распорядился пожертвовать доминиканскому монастырю Мадре-де-Диос-дель-Вадо, Хибралеон, различные реликвии, картины, изображения и украшения, которые его сын Алонсо Диего по описи от 8 марта 1602 года передал монахиням. Он предоставляет грант в размере 30 000 мараведи в год монастырю Сан-Франциско-де-Бехар в Саламанке и предоставляет цыплят, необходимых для лечения больных монахов, что его сын Алонсо Диего подтверждает актом от 27 мая 1601 года. Тело герцога Франсиско Диего было погребено в церкви Бехара, годы спустя его тело было перевезено в Хибралеон и захоронено в церкви монастыря Мадре-де-Диос-дель-Вадо в городе Хибралеон, Уэльва, как записано свидетельство о переводе от 23 июня 1621 года.